# De Amicis
De Amicis is een metrostation in de Italiaanse stad Milaan aan de metrolijn M4 dat op 12 oktober 2024 werd geopend.

## Geschiedenis
In het metronet dat in 1952 door de Milanese gemeenteraad werd goedgekeurd was De Amicis opgenomen als de zuidelijke kruising van de lijnen 2 en 3. De aanleg van de metro begon in 1957 en in 1964 werd het eerste deel van lijn 1 geopend. Gedurende de bouw van lijn 2 werden echter wijzigingen in het plan aangebracht, onder meer om ook Porta Genova FS een aansluiting op de metro te bieden. Het tracébesluit uit 1976 betekende dat lijn 2 niet meer langs De Amicis zou lopen en het zuidwestelijke deel van lijn 3 een zijtak van lijn 2 zou worden. In 1977 werd besloten om lijn 3 ten zuiden van het Domplein naar San Donato te laten lopen in plaats van naar het zuidwesten, zodat ook die lijn niet langs De Amicis kwam en het station vooralsnog verviel. De metro naar San Donato stond eigenlijk als het zuidelijke deel van lijn 4 in het plan uit 1952. 
Na de opening van de lijnen 1 en 2 bleek dat overstappers tussen trein en metro niet vlot verwerkt konden worden, waarop gekeken werd naar treinverbindingen tussen de voorsteden en het centrum zonder overstappen. Dit betekende dat de aanleg van de andere delen van lijn 4 in de ijskast kwam en resulteerde uiteindelijk in de aanleg van de Passante Ferroviario tussen 1984 en 2004. Het tracé van lijn 4 werd in 2005 geheel herzien waarbij het niet gebouwde zuidwesttak van lijn 2 alsnog onder lijnnummer 4 zou worden gerealiseerd en via een tracé langs de zuidrand van het centrum verbonden zou worden met het vliegveld Linate. 

## Aanleg
Het lijnnummer 4 werd tot de herziening in 2005 vrijgehouden zodat de metro naar het noorden lijnnummer 5 kreeg. In navolging van deze lijn werd voor de herziene M4 gekozen voor een automatische metro. Op 1 februari 2015 werd begonnen met het bouwrijp maken van het terrein en de eerste werkzaamheden vonden plaats op 27 augustus 2015 met de verlegging van de rijbanen. Het station wordt gebouwd als een 25 meter diepe kuip met op de bodem de sporen aan weerszijden van het eilandperron. Tijdens het graven van de bouwput werden vier middeleeuwse muren ontdekt, alsmede steenhouwwerken uit de Romeinse tijd. De lijn zou tussen 2015 en 2021 stapsgewijs worden geopend maar de bouw liep vertraging op en toen de perrons bij San Babila werden geopend op 4 juli 2023 was de opening van de Amicis uitgesteld tot oktober 2024.

## Ligging en inrichting
Het station ligt aan de westkant van het Piazza Resistenza Partigiana onder de Via Edmondo de Amicis, waar het ook zijn naam aan dankt. De hoofdingang ligt tussen de Corso Genova en de Via San Vincenzo en krijgt naast de trappen en roltrappen ook een lift. De westelijke toegang ligt aan de noordkant van de Via Edmondo de Amicis en heeft geen lift. In verband met de inzet van automatische metro's worden de perrons voorzien van perrondeuren.